# キャピトラ

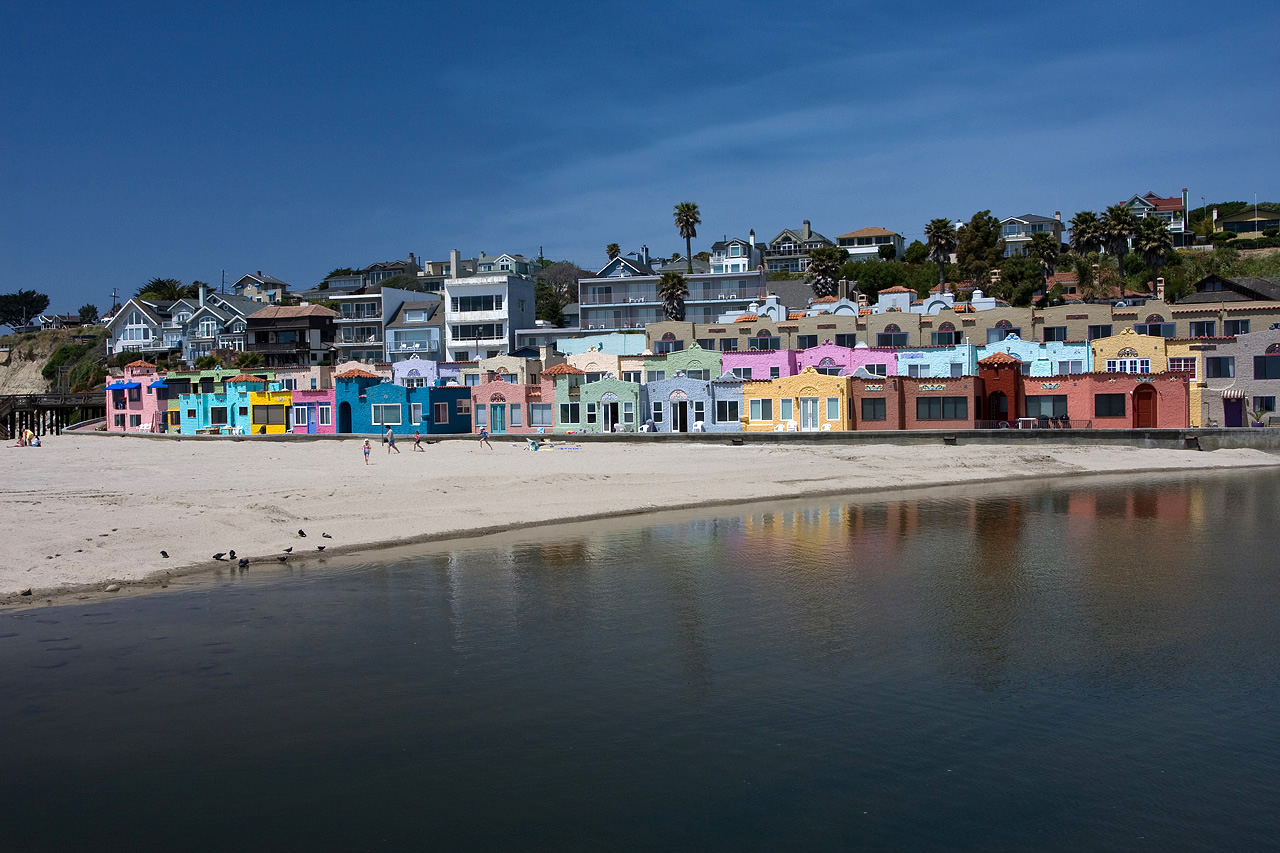
キャピトラ・ビーチの色鮮やかなホテル

キャピトラ（英語: Capitola）は、アメリカ合衆国カリフォルニア州のサンタクルーズ郡にある都市。サンタクルーズの東に位置し、南にモントレー湾がひろがる。

## 概要
キャピトラはサンタクルーズ近郊の小さな都市で、西はライブオークをはさんでサンタクルーズ市に通じ、東はアプトス、北はソケールに接する。南はモントレー湾である。海岸は砂浜と断崖絶壁が交替する。ソケール川という小さな川がモントレー湾に注いでいる。人口は2010年で9,918人である
。

## 歴史
現在のキャピトラは、メキシコ時代にはマルティナ・カストロという女性の所有するランチョ・ソケール(英語版)、およびランチョ・ロデオという広大な私有地の一部だった。1856年にドイツ出身の起業家フレデリック・ヒーンがランチョの一部分を獲得した。1857年にヒーンはソケール川河口に埠頭を築いた。
1869年にヒーンは海岸部分をサミュエル・A・ホールに貸した。ホールは1874年にリゾート地「キャンプ・キャピトラ」を開設し、それが現在の市の名のもとになった。キャピトラの名は、当時人気のあった E.D.E.N. サウスワースの通俗小説シリーズに出てくる女主人公から取られ、ホールの娘のルルが名づけた。
1876年にサンタクルーズからワトソンビルまでの鉄道が開通すると、埠頭の産業的な価値は減少した一方、キャピトラを訪れる観光客は急増した。20世紀はじめに、キャンプ・キャピトラは「キャピトラ・バイ・ザ・シー」に名前を変更した。
ヒーンの没後、その娘は1919年に土地をサンフランシスコのヘンリー・アレン・リスピンに売却した。リスピンはリゾートを近代化しようとした。世界恐慌後の1930年にリスピンはキャピトラを石油資本家に売ったが、1936年にはその石油資本が倒産した。
キャピトラは1949年に市に昇格した。

## 交通
市の北部をカリフォルニア州道1号線が東西に走っている。
キャピトラ・モールから出るメトロ・バスサービスは、サンタクルーズ、ライブオーク、キャピトラ、アプトス、リオ・デル・マー、ラ・セルバ・ビーチ、コラリトス、ワトソンビルを結んでいる。
1922年から1954年まで「Santa Cruz-Capitola Airport」という名前の空港があった。空港はその後スコッツバレーに移転した。

## 見どころ
キャピトラの大部分は住宅地である。

### キャピトラ・ビーチ
ソケール川河口の、あまり大きくない砂浜と、現在は使われていない埠頭、美しく色どられたホテル、アパート、商店から構成される。

### ニュー・ブライトン・ビーチ州立公園
市の東端にあるキャンプ地。

### キャピトラ・モール
市の西部にある大規模なショッピングセンター。1977年に開店した。モールの4つの端にそれぞれ大型店がはいり、その間に小さな店舗が並ぶ。リーマン・ショックの影響で2008年から翌年にかけて4つの大型店のうち2つが撤退し、空き店舗が目立ったが、その後に復活している。2016年現在、大型店舗としてはシアーズ、メイシーズ、コールズ、ターゲットが入居している。